# فاسلوي
مدينة فاسلوي هي أهم مدينة في أقليم فاسلوي في رومانيا, وأسست المدينة عام 1375 م وعدد سكان المدينة 70571 نسمة.
وتبعد عن 70 كم باتجاة الجنوب عن مدينة ياش.

## رئيس البلدية
المسح الأثري يثبت انه كان يسكن في أراضي فاسلوي منذ العصر الحجري الحديث. ابتداء من القرن 14، فإنها وضعت بلدة ريفية من فاسلوي، ويبلغ عدد سكانها الذي تباينت بشدة في القرون التالية. اسم فاسلوي تظهر أولا في وثيقة والبولندية من 1375، في إشارة إلى نجل جورج Koriat ل. وذكرت أيضا اسم فاسلوي في 1435، في اتصال مع انضمام الياس الأمير على العرش المولدافية. أحرق المدينة إلى الأرض في 1439 و 1440، عندما غزا التتار مولدوفا.
وكانت ذروة أهميتها في القرن 15، عندما كانت العاصمة الثانية رتبة من مولدوفا، في عهد ستيفن الكبير، والتي يبلغ عدد سكانها أقرب إلى أن لياشي الجيران. في 1475، وفاز الأمير ستيفن معركة عظيمة ضد الدولة العثمانية في منطقة فاسلوي. مرة واحدة انتقلت العاصمة المولدوفية من سوسيفا إلى ياشي وبلدة بجنوب أصبحت مركزا إداريا من مولدوفا الجنوبية، ورفض فاسلوي لقرون حوالي ثلاثة إلى البلدة المحلي (târg).
كان هناك مرة واحدة في المجتمع إلى حد كبير اليهودية في مدينة فاسلوي. وقدم وصولهم من غاليسيا خلال النصف الثاني من القرن 19 دفعة جديدة للتنمية الاقتصادية. في عام 1899، شكل اليهود 37٪ من السكان، وفاسلوي وكانت موطنا لسلالة صوفية Vasloi. ومع ذلك، موجات من المذابح، ويرتبط مع المحرقة (انظر رومانيا خلال الحرب العالمية الثانية والمحرقة في رومانيا)، فضلا عن الهجرة إلى إسرائيل خلال فترة رومانيا الشيوعية تضاءلت إلى حد كبير وجودها.
خلال الحرب العالمية الثانية، تم نقل ستيفن نصب العظمى من كيشيناو إلى فاسلوي.
جذبت الرومانيين والغجر العرقية ومع ذلك، زاد عدد السكان مرة أخرى بشكل مطرد بعد عام 1968، عندما كانت المدينة التي أعلنت بوصفها المركز الإداري لمقاطعة فاسلوي، مع هجرة من الريف المجاورة لها، من قبل الصناعة التي أنشأها النظام الشيوعي.
وفقا لآخر تعداد سكاني، من عام 2002، كانت هناك 70571 شخص يعيشون داخل مدينة فاسلوي، [1] مما يجعلها أكبر مدينة في 33 رومانيا. التركيبة العرقية هي كما يلي:
رومانيا: 98،63٪
روما: 1.19٪
Lipovans: 0.06٪
أخرى: 0.12٪
انخفض عدد السكان مرة أخرى بعد سقوط الشيوعية في عام 1989، وذلك بسبب الهجرة.
اليوم، فإن غالبية السكان من العرق الروماني. أقلية الروما يعيش مضغوط في جنوب غرب ضواحي Rediu وBrodoc، في الجزء الجنوبي الغربي من البلدة الرئيسية (في الأحياء المحيطة بشارع ترايان) والمنتشرة أيضا في بقية أنحاء المكان. في 1960s و 1970s تمت تسويتها بالقوة الغجر الرحل الذين ينتمون إلى الطبقة Kalderash من قبل الشيوعيين في الجزء الشمالي من المدينة، مبعثرة بين الرومانيين. المجموعة الثالثة العرقية هو ان من Lipovans، الذين لديهم في وسط البلدة كنيسة من فرع لها المؤمنون قديم المسيحي.
in 1930 - 13,827 inhabitants,
in 1941 - 13,923 inhabitants,
in 1948 - 11,827 inhabitants,
in 1956 - 15,197 inhabitants,
in 1966 - 17,591 inhabitants,
in 1968 - 17,960 inhabitants,
in 1970 - 22,825 inhabitants,
in 1980 - 46,181 inhabitants,

## المدن المجاورة
ياش 72 كم شمالا.

## كيف تصل اليها
- بالحافلة
- بالطائرة(من مطار ياش)
- بالقطار (من بوخارست أو من ياش)

## صور

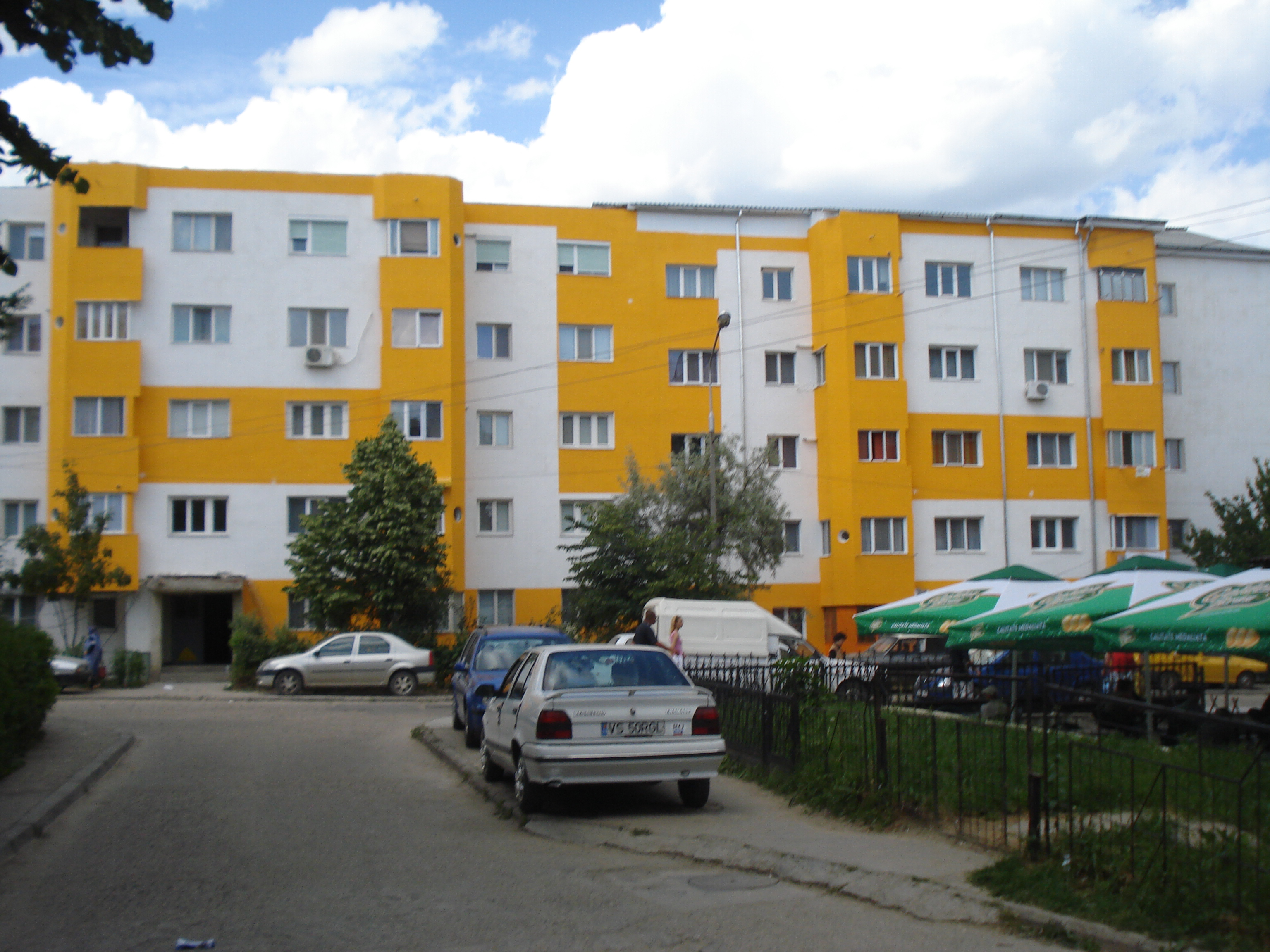
مبنى سكني في فاسلوي.
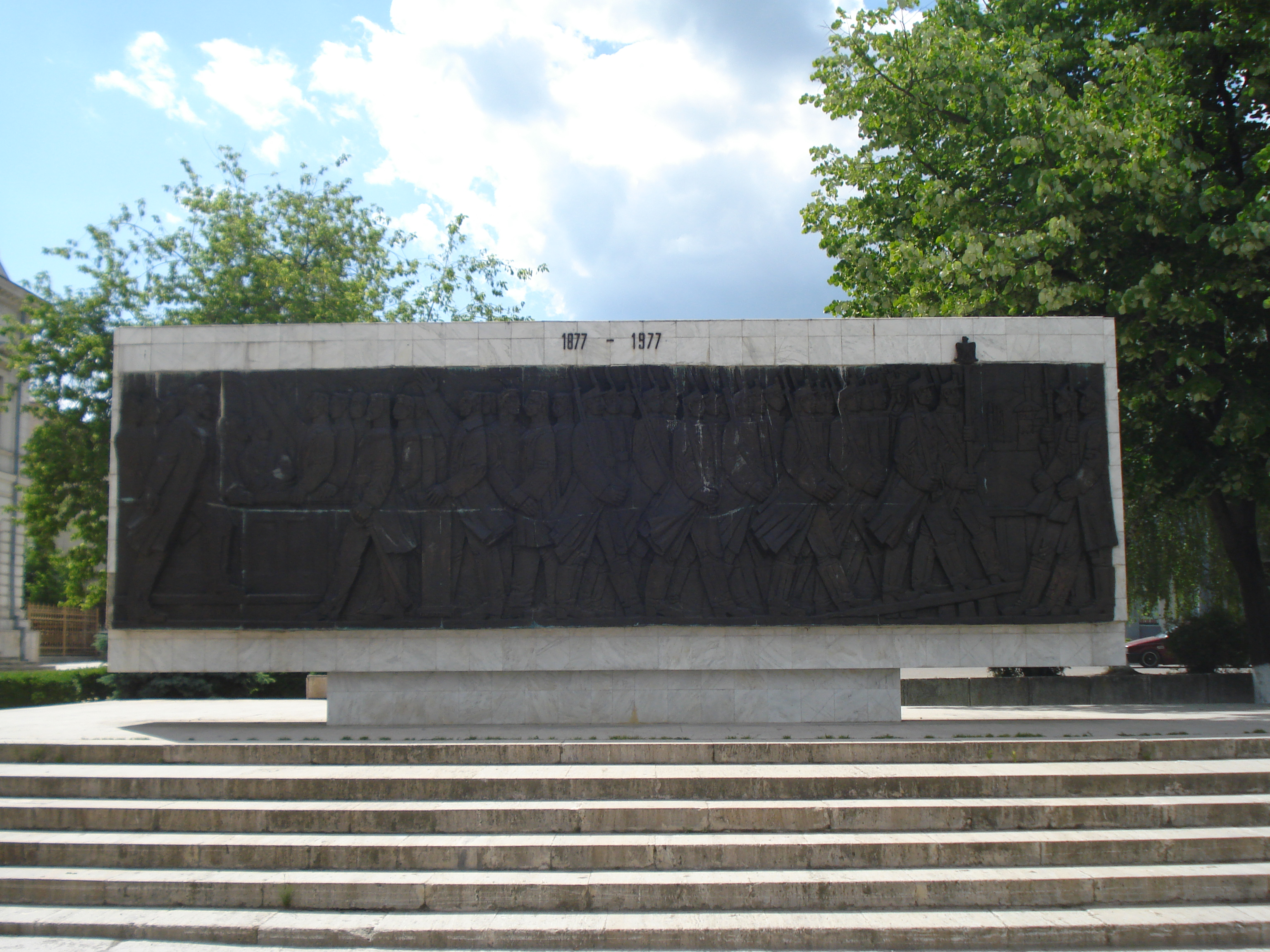
تمثال.
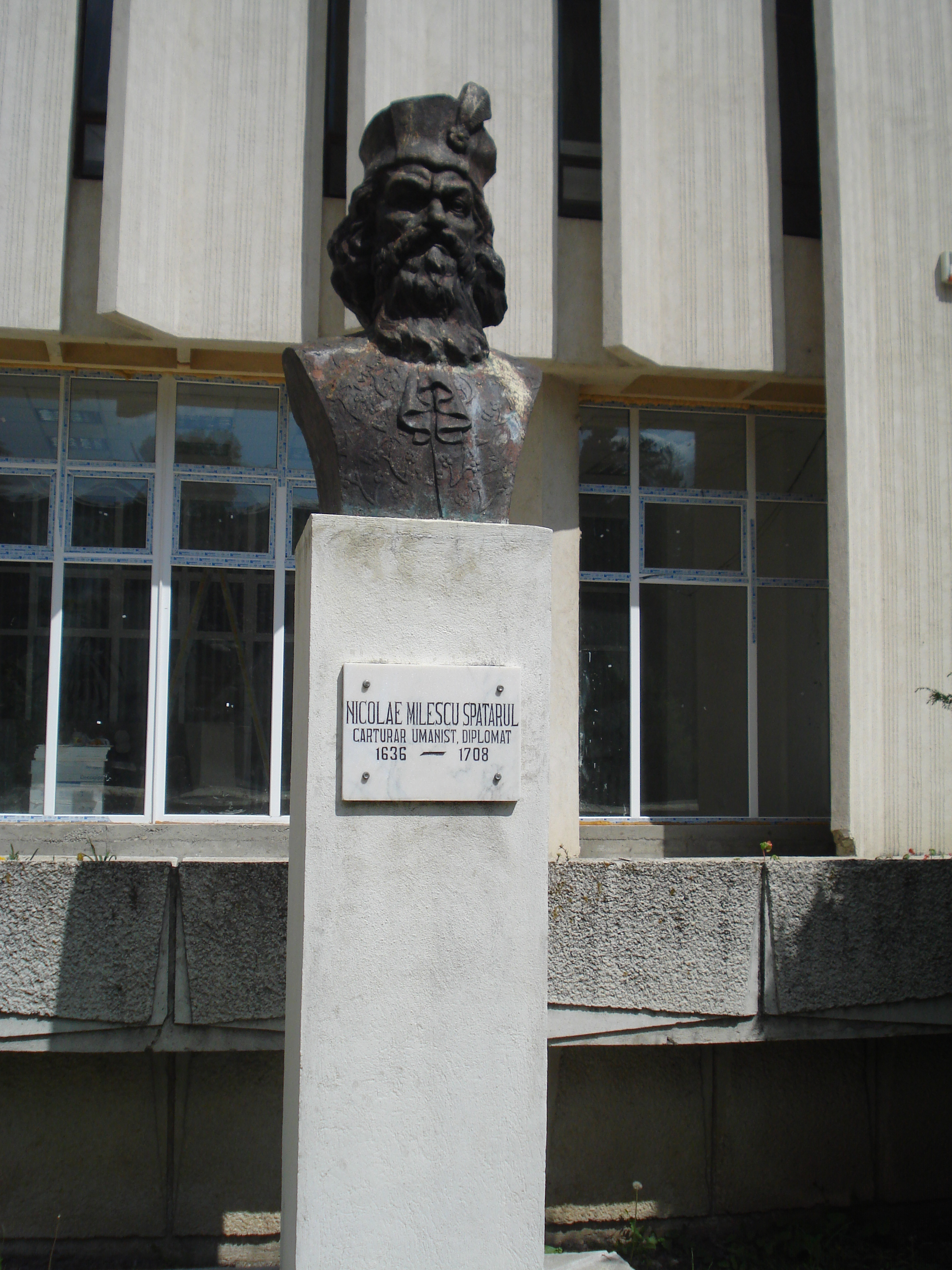
تمثال لنيكولاي ميليسكو.
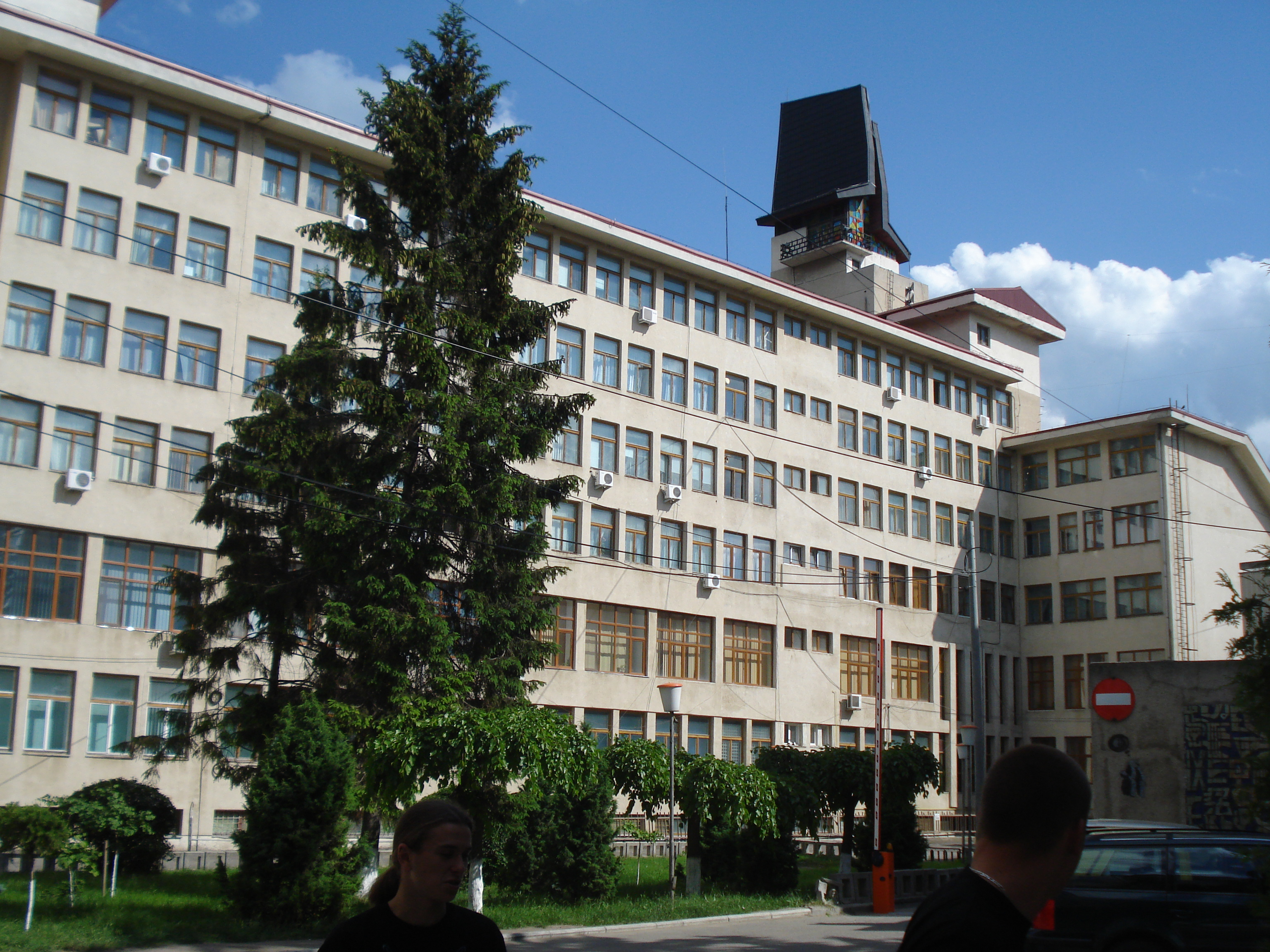
قلعة في مدينة فاسلوي.
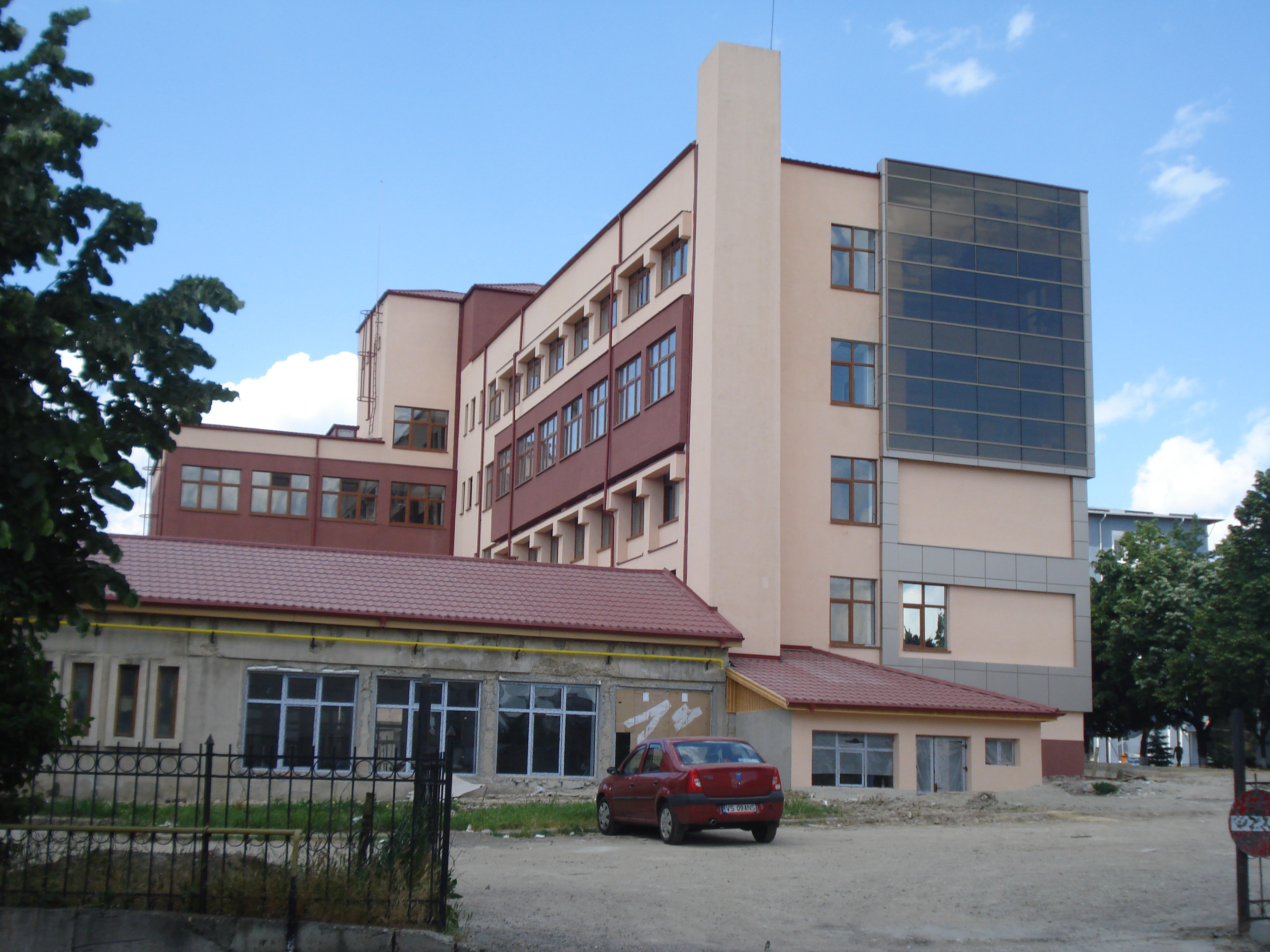
بلدية فاسلوي).
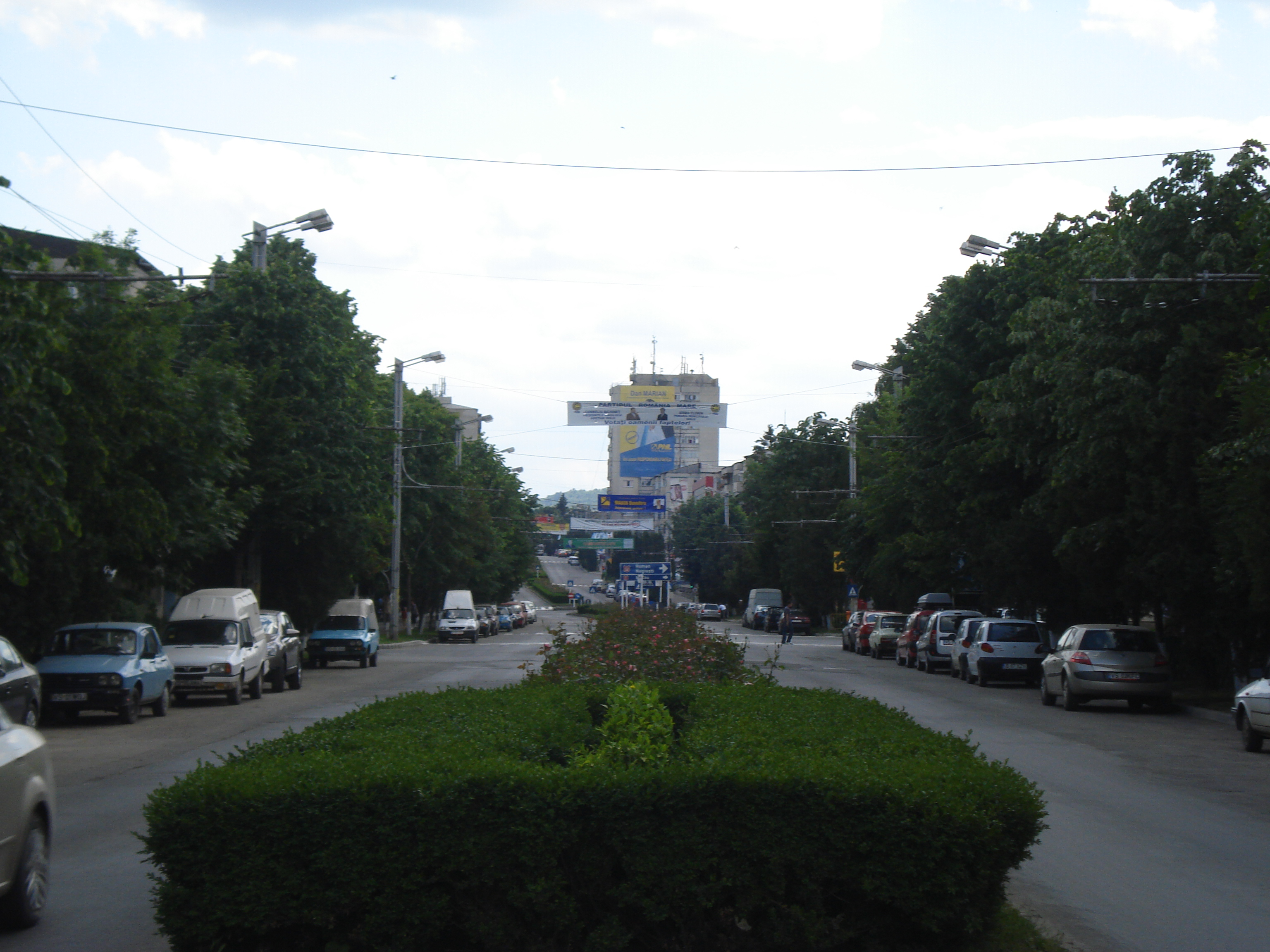
شارع شتيفان الأكبر”.